# Символ Сингапура
В 1986 году в качестве символа Сингапура была предложена голова льва как альтернатива официальной государственной символике. Этот символ был выбран как наилучшим образом иллюстрирующий репутацию Сингапура, называемого «городом льва». Этот символ используется при менее официальных, чем государственные, церемониях для обозначения сингапурской национальной идентичности.
Несмотря на мнения о том, что лев должен смотреть направо, символизируя взгляд, обращенный вперед, было решено оставить прежний вариант с головой, смотрящей влево.